# Ashes Tour 1977
Die Ashes Tour 1977 war die Tour der australischen Cricket-Nationalmannschaft, die die 49. Austragung der Ashes beinhaltete, und wurde zwischen dem 2. Juni und 30. August 1977 ausgetragen. Die internationale Cricket-Tour war Teil der internationalen Cricket-Saison 1977 und umfasste fünf Test-Matches und drei ODIs. England gewann die Test-Serie mit 3–0, und die ODI-Serie 2–1.

## Vorgeschichte
Für beide Mannschaften war es die erste Tour der Saison.
Das letzte Aufeinandertreffen der beiden Mannschaften bei einer Tour fand in der Saison 1976/77 in Australien statt.

## Stadien
Die folgenden Stadien wurden für die Tour als Austragungsort vorgesehen.
| Stadion                     | Stadt      | Kapazität | Spiele          |
| --------------------------- | ---------- | --------- | --------------- |
| Edgbaston Cricket Ground    | Birmingham | 24.803    | 2. ODI          |
| Headingley Stadium          | Leeds      | 17.000    | 4. Test         |
| The Oval                    | London     | 23.500    | 5. Test; 3. ODI |
| Lord’s Cricket Ground       | London     | 30.000    | 1. Test         |
| Old Trafford Cricket Ground | Manchester | 19.000    | 2. Test; 1. ODI |
| Trent Bridge                | Nottingham | 15.350    | 3. Test         |

## Kaderlisten
Die beiden Mannschaften benannten die folgenden Kader.
| Test | Test | ODI | ODI |
| England | Australien | England | Australien |
| --- | --- | --- | --- |
| - Mike Brearley (K) - Dennis Amiss - Graham Barlow - Ian Botham - Geoff Boycott - Tony Greig - Mike Hendrick - Alan Knott (wk) - John Lever - Geoff Miller - Chris Old - Derek Randall - Graham Roope - Derek Underwood - Bob Willis - Bob Woolmer | - Greg Chappell (K) - Ray Bright - Ian Davis - David Hookes - Kim Hughes - Mick Malone - Rod Marsh (wk) - Rick McCosker - Kerry O’Keeffe - Len Pascoe - Richie Robinson - Craig Serjeant - Jeff Thomson - Max Walker - Doug Walters | - Mike Brearley (K) - Dennis Amiss - Graham Barlow - Tony Greig - Alan Knott (wk) - John Lever - Geoff Miller - Chris Old - Derek Randall - Derek Underwood - Peter Willey - Bob Willis | - Greg Chappell (K) - Ray Bright - Gary Cosier - Ian Davis - Geoff Dymock - David Hookes - Kim Hughes - Mick Malone - Rod Marsh (wk) - Rick McCosker - Kerry O’Keeffe - Len Pascoe - Richie Robinson - Craig Serjeant - Jeff Thomson - Max Walker - Doug Walters |

## Tour Matches
Australien bestritt während der Tour 12 Tour Matches.

## One-Day Internationals

### Erstes ODI in Manchester
| 2. Juni Scorecard | Manchester | Australien 169-9 (55/55)      | – | England 173-8 (45.2/55) |
|                   |            | England gewinnt mit 2 Wickets |   |                         |

Australien gewann den Münzwurf und entschied sich als Schlagmannschaft zu beginnen. Als Spieler des Spiels wurde Rod Marsh ausgezeichnet.

### Zweites ODI in Birmingham
| 4. Juni Scorecard | Birmingham | England 171 (53.5/55)        | – | Australien 70 (25.2/55) |
|                   |            | England gewinnt mit 101 Runs |   |                         |

Australien gewann den Münzwurf und entschied sich als Feldmannschaft zu beginnen. Als Spieler des Spiels wurde John Lever ausgezeichnet.

### Drittes ODI in London
| 6. Juni Scorecard | London (Oval) | England 242 (54.2/55)         | – | Australien 246-8 (53.2/55) |
|                   |               | England gewinnt mit 2 Wickets |   |                            |

Australien gewann den Münzwurf und entschied sich als Feldmannschaft zu beginnen. Als Spieler des Spiels wurde Greg Chappell ausgezeichnet.

## Tests

### Erster Test in London
| 16. – 21. Juni Scorecard | London (Lord’s) | England 216 (86.5) & 305 (112.4) | – | Australien 296 (114.1) & 114-6 (39) |
|                          |                 | Remis                            |   |                                     |

England gewann den Münzwurf und entschied sich als Schlagmannschaft zu beginnen. Als Spieler des Spiels wurde Bob Woolmer ausgezeichnet.

### Zweiter Test in Manchester
| 7. – 12. Juli Scorecard | Manchester | Australien 297 (109.2) & 218 (81.5) | – | England 437 (169.1) & 82-1 (29.1) |
|                         |            | England gewinnt mit 9 Wickets       |   |                                   |

Australien gewann den Münzwurf und entschied sich als Schlagmannschaft zu beginnen.

### Dritter Test in Nottingham
| 28. Juli – 2. August Scorecard | Nottingham | Australien 243 (82.2) & 309 (127) | – | England 364 (124.2) & 189-3 (81.2) |
|                                |            | England gewinnt mit 7 Wickets     |   |                                    |

Australien gewann den Münzwurf und entschied sich als Schlagmannschaft zu beginnen.

### Vierter Test in Leeds
| 11. – 15. August Scorecard | Leeds | England 436 (155.4)                           | – | Australien 103 (31.3) & 248 (89.5) (f/o) |
|                            |       | England gewinnt mit einem Innings und 85 Runs |   |                                          |

England gewann den Münzwurf und entschied sich als Schlagmannschaft zu beginnen.

### Fünfter Test in London
| 25. – 30. August Scorecard | London (Oval) | England 214 (101.2) & 57-2 (26) | – | Australien 385 (131.3) |
|                            |               | Remis                           |   |                        |

Australien gewann den Münzwurf und entschied sich als Feldmannschaft zu beginnen.